# Blankenwaters Wiesengraben
Der Blankenwaters Wiesengraben ist ein etwa 10 km langer Bach im westlichen Bereich des niedersächsischen Landkreises Verden und gehört zum Flusssystem der Weser. 
Seine Quelle hat er etwa 1 km südlich von Willenbruch, fließt dann in nordwestlicher Richtung durch die zur Samtgemeinde Thedinghausen gehörenden Orte Bahlum und Emtinghausen und mündet 1,5 km westlich von Heiligenbruch in den Süstedter Bach.